# Chāhkīn
Chāhkīn (persiska: Chāh Gīn, چاهکین, Chākīn) är en ort i Iran.   Den ligger i provinsen Kerman, i den centrala delen av landet, 700 km sydost om huvudstaden Teheran. Chāhkīn ligger 2 087 meter över havet och antalet invånare är 121.
Terrängen runt Chāhkīn är huvudsakligen kuperad, men västerut är den bergig. Runt Chāhkīn är det glesbefolkat, med 15 invånare per kvadratkilometer. Närmaste större samhälle är Jarjāfk, 5,4 km sydost om Chāhkīn. Omgivningarna runt Chāhkīn är i huvudsak ett öppet busklandskap.